# گروه کولپد
گروه کولپد (انگلیسی: Coolpad Group) یک شرکت تجهیزات مخابراتی با مسئولیت محدود چینی است که مقر آن در شنژن، گوانگدونگ است. این شرکت در جزایر کیمن ثبت و در بورس اوراق بهادار هنگ کنگ SEHK: 2369 می‌باشد. این شرکت یک تولیدکننده بزرگ گوشی‌های هوشمنددر چین است و بزرگترین نام تجاری چینی داخلی، فروش در خارج از چین است. از آنجا که توسط جیا یوئتینگ به دست آمد، بخشی از گروه لی‌اکو می‌شد اما تحت شرکت مادر اصلی شرکت هلدینگ لشی نبود.